# Staatsuniversiteit van Kalmukkië
De Staatsuniversiteit van Kalmukkië (Kalmuks: Хальмг улсин ик сурһуль; Chalmg oelsin ik soerhoel, Russisch: Калмыцкий государственный университет; Kalmykski gosoedarstvenny oeniversitet) is de oudste en grootste universiteit van de Russische deelrepubliek Kalmukkië. De universiteit bevindt zich bij Elista.
Het idee voor een universiteit in Kalmukkië ontstond al in de jaren 20 van de 20e eeuw, maar dit plan kon pas na het herstel van de Autonome Socialistische Sovjetrepubliek Kalmukkië ten uitvoer worden gebracht. In 1970 opende de universiteit haar deuren. Vandaag de dag biedt de universiteit plaats aan 6800 studenten. De universiteit kent zes faculteiten, en 26 studierichtingen.